# Ковтаюча акула мозаїчна
Ковтаюча акула мозаїчна (Centrophorus tessellatus) — акула з роду Ковтаюча акула родини Ковтаючі акули. Це ще мало досліджений вид .

## Опис
Завдовжки досягає 88,7 см. Голова середнього розміру. Ніс помірно довгий та широкий. Очі помірно великі, овально-горизонтальної форми. У неї 5 пар зябрових щілин. Тулуб кремезний, веретеноподібний. Шкірна луска велика розташована щільно на кшталт мозаїки. Звідси походить назва цієї акули. Має 2 спинних плавця з великими шипами. Передній спинний плавець відносно короткий. Задній плавець високий. Основа переднього на 1/4 ширше за задній. Вільні кінці задньої сторони грудних плавців вузькі та витягнуті. Анальний плавець відсутній.
Забарвлення коливається від темно-сірого з бурим відливом до темно-коричневого.

## Спосіб життя
Тримається на глибині від 20 до 728 м. Активна вночі. Живиться переважно дрібними рибами та кальмарами.
Це яйцеживородна акула. Про процес парування та розмноження немає відомостей.

## Розповсюдження
Мешкає на південному сході від о. Хонсю (Японія), Гавайських островів, в окремих місцях Мексиканської затоки, біля Мадагаскару, Коморських островів, Аденській затоці, Нової Зеландії.